# 称名寺 (岡崎市)
称名寺（しょうみょうじ）は、愛知県岡崎市藤川町にある浄土宗西山深草派の寺院。山号は厳松山。本尊は阿弥陀如来。

## 概要
1568年（永禄11年）、法蔵寺教翁洞慧の隠居寺として創建された。1601年（慶長6年）、伊奈忠次黒印状で寺領3石を拝領された。1604年（慶長9年）、三河国総検地で総奉行米津清右衛門より下田・上下畑3反3畝あまりを除地とされた。
伝馬制度により設置された藤川宿は、1648年（慶安元年）に山中郷から住民を移し、加宿の市場村が東隣して正式に成立する。称名寺はこの時に現在地に移転再建された。同年の徳川家光朱印拝領時に住職が病気で参府できなかったため朱印状を拝領できなかったが、祈願の結果、代々幕府領代官から領主除地の扱いを受けた。
藤川宿には旅籠が少なく、旅人の多い時は宿内の興円寺、阿弥陀寺、徳性寺とともに旅籠の代行をしたことが『東海道宿村大概帳』に出ている。
2014年（平成26年）8月1日、彫刻の「木造阿弥陀如来坐像」が県の文化財に指定された。

### 延命子安地蔵まつり
毎年8月24日に「延命子安地蔵まつり」と呼ばれる祭事が行われる。1866年（慶応2年）に地蔵像が祀られた頃に始められたと伝えられる。1985年（昭和60年）に地蔵まつりを実施するための地蔵会が発足した。
当日は朝8時より近隣の檀家、信徒、小中学生が集まり、お堂の清掃と準備を行う。日中は白色の七如来の旗7本がつるされた本堂内で地蔵尊像への祈願会が催行され、境内では餅投げや縁日が出され賑わう。夕方、地蔵堂の前に集まり住職の読経とともにお参り。その後、境内にござを敷いて夕食をとり、子供達は花火を行う。翌日の片付けに参加する子供は寺におこもりをする。